# Helen, Georgia
Helen är en ort i White County i delstaten Georgia, USA.